# デュプレクス (コルベット)
| 「デュプレクス」 |                                                 |
| 艦歴             |                                                 |
| 発注             | シェルブール造船所                              |
| 起工             | 1856年10月9日                                   |
| 進水             | 1861年3月28日                                   |
| 就役             | 1862年2月26日                                   |
| 除籍             | 1887年                                          |
| その後           |                                                 |
| 性能諸元         |                                                 |
| 排水量           | 常備：1,773トン 満載：-トン                     |
| 全長             | 61.0m -m(水線長)                                |
| 全幅             | 11.4m                                           |
| 吃水             | 5.1m                                            |
| 機関             | 形式不明石炭専焼円缶-基 +レシプロ機関1基1軸推進 |
| 最大 出力        | 340hp                                           |
| 最大 速力        | 13.5ノット                                      |
| 航続 距離        | -ノット/-海里                                   |
| 燃料             | 石炭：-トン（満載）                             |
| 乗員             | 190名                                           |
| 兵装             | カネー 16cm（-口径）単装砲10基                  |

デュプレクス (corvette Dupleix) は、1861年進水のフランス海軍の木造機帆走コルベットで同型艦はない。本艦はフランス領インド総督ジョゼフ・フランソワ・デュプレクスにちなみ命名された最初のフランス海軍艦艇である。

## 艦歴
1856年10月9日起工。1861年3月28日進水。1862年2月26日就役。
1862年8月25日にサイゴンに到着。それから琉球諸島と函館に立ち寄った後、横浜に着いた。

### 下関戦争
「デュプレクス」は1864年の下関砲撃に参加した。この時、「デュプレクス」はコルベットの戦列の2番目、イギリスの「ターター (Tartar) 」とオランダの「メターレン・クルイス（Metallkruz）」の間に位置していた。「デュプレクス」は411発の砲弾を発射。22発の命中弾を受け、2名の死者と8名の負傷者を出した。
1864年12月28日に「デュプレクス」はフランスへ向かい、1865年6月25日に退役した。
1867年、「デュプレクス」はシェルブールで再就役した。1868年2月、横浜到着。

### 堺事件
1868年3月8日、堺で「デュプレクス」の乗員が殺害されるという事件が発生した。殺害に関わった者の内20名が切腹とされた。だが、フランス人にとって切腹は衝撃的だったことから途中で中止するよう求められたので、切腹したのは11人であった。この事件を堺事件という。
同年4月18日、天保山沖で行われた日本海軍最初の西洋式の観艦式に参列。
同年10月、「デュプレクス」は江戸に派遣された。また、「デュプレクス」は宗谷海峡で難破したイギリスのコルベット「ラトラー (Rattler)」を救助した。

### 北海道
箱館戦争の際、「デュプレクス」はフランス権益を守るため函館港内に停泊していた。
普仏戦争中の1870年7月から1871年2月まで、デュプレクスはドイツのコルベット「Hertha」を長崎へ封じ込めていた。3月、退役するため「デュプレクス」はシェルブールへ向かった。
1876年から1886年まで、「デュプレクス」は3月から10月の間武装されてアイスランドでの漁業の監視に当たった。
1887年除籍。